# Marian Dudziak
Marian Dudziak   (Wielichowo, 2 de febrer de 1941) és un atleta polonès, ja retirat, especialista en curses de velocitat, que va competir durant les dècades de 1960 i 1970.
El 1964 va prendre part en els Jocs Olímpics d'Estiu de Tòquio, on va disputar dues proves del programa d'atletisme. Formant equip amb Andrzej Zieliński, Marian Foik i Wiesław Maniak guanyà la medalla de plata en els 4×100 metres, mentre en els 100 metres quedà eliminat en sèries. Quatre anys més tard, als Jocs de Ciutat de Mèxic, va disputar dues proves del programa d'atletisme. Fou vuitè en els 4×100 metres, mentre en els 100 quedà eliminat en sèries.
En el seu palmarès també destaquen dues medalla de plata al Campionat d'Europa d'atletisme, en els 200 metres el 1966 i en els 4x100 metres el 1971. Al Campionat d'Europa en pista coberta de 1968 guanyà una medalla de plata en el relleu combinat junt a Edmund Borowski, Waldemar Korycki i Andrzej Badeński. Guanyà el campionat polonès dels 100 metres de 1968 i el dels 200 metres el 1966. Formà part de l'equip polonès que millorà el rècord europeu dels 4x100 metres el 1965.

## Millors marques
- 100 metres. 10.2" (1964)
- 200 metres. 20.7" (1965)[4]